# انتخابات مجلس شورای ملی (۱۳۲۲)
انتخابات مجلس چهاردهم ایران در آبان و بهمن ۱۳۲۲ برگزار شد و بیش از ۸۰۰ نامزد برای ۱۳۶ کرسی مجلس به رقابت پرداختند. آن را «مهمترین و طولانی‌ترین و رقابتی‌ترین واقعی‌ترین انتخابات بین همه انتخاباتهای ایران مدرن» در زمان پهلوی نامیدند.

## اعضای فراکسیون‌ها
| Fraction                          | Members | Leader                |
| --------------------------------- | ------- | --------------------- |
| حزب اتحاد ملی                     | ۳۳      | سید محمدصادق طباطبایی |
| منفردین                           | ۳۰      | محمد مصدق             |
| حزب اراده ملی (میهن)              | ۲۴      | هادی طاهری            |
| مستقل                             | ۱۵      | علی دشتی              |
| آزادی                             | ۱۱      | محمدولی فرمانفرمائیان |
| دموکرات                           | ۸       | مهدی فرخ              |
| حزب توده                          | ۶       | فریدون کشاورز         |
| منبع: مرکز پژوهش‌های مجلس: 269–270 |         |                       |